# Synagoge (Haguenau)

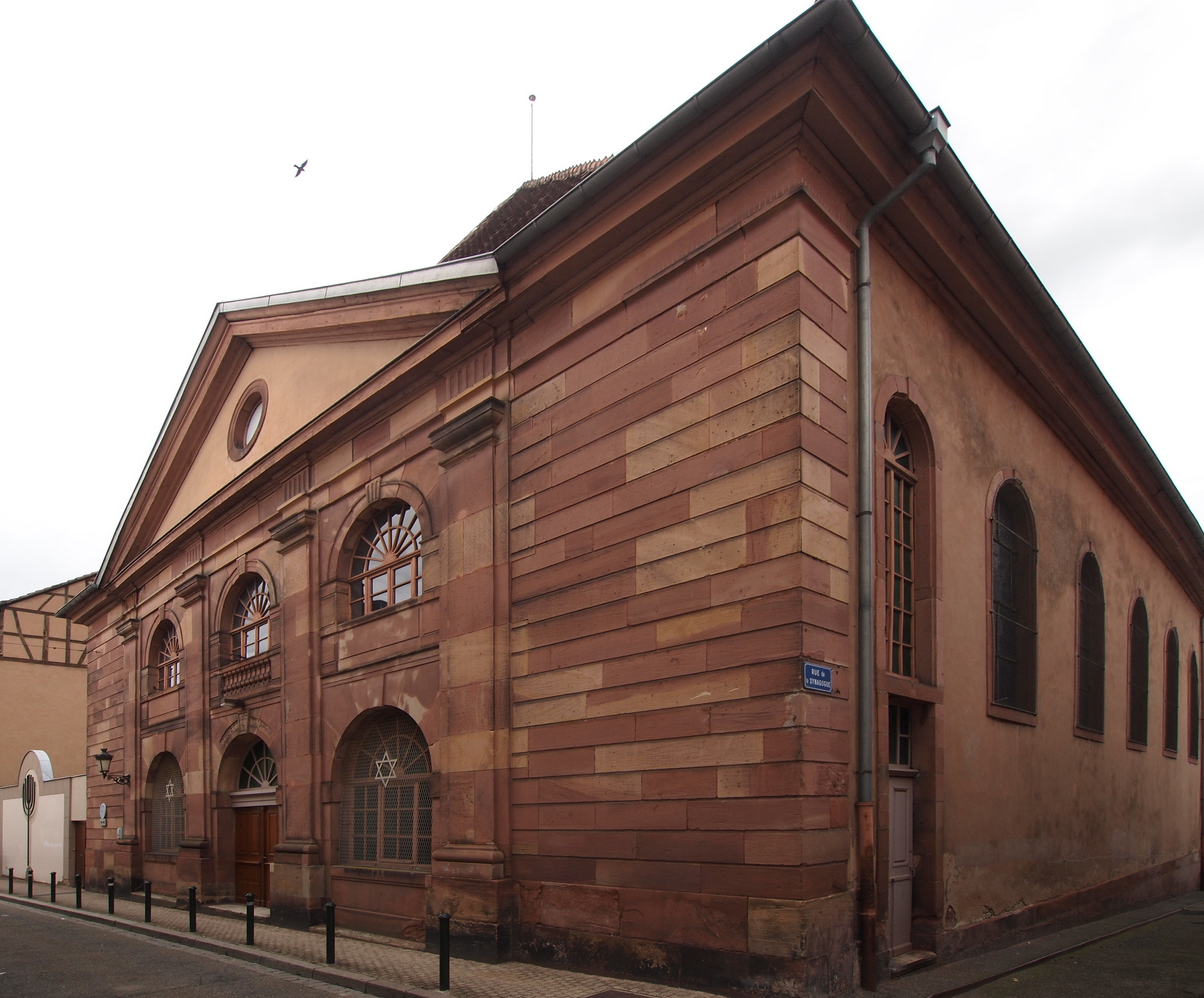
Die Synagoge in Hagenau im Jahr 2011

Die Synagoge von Hagenau, einer französischen Stadt in der Europäischen Gebietskörperschaft Elsass, ist ein heute noch von der jüdischen Gemeinde genutztes Gotteshaus. Die Synagoge ist seit 1984 ein geschütztes Baudenkmal (Monument historique).

## Vorgängerbauten
Die Existenz einer Synagoge in Hagenau ist schon für das 14. Jahrhundert belegt. Der erste bekannte Bau befand sich auf dem damaligen Rathausplätzel, der heutigen Place de la République, und wurde 1349 nach den Pestpogromen konfisziert. Der zweite wurde nach 1354 auf einem Grundstück erbaut, auf dem vorher eine christliche Kapelle gestanden hatte. Heute hat dieses Grundstück die Adresse Rue de Sel 8. Diese zweite Synagoge verfiel und wurde 1492 wieder aufgebaut. Im Jahr 1676 wurde sie durch ein Feuer zerstört und erneut wieder aufgebaut, worüber eine Niederschrift, die in der aktuellen Synagoge aufbewahrt wird, Zeugnis ablegt.

## Das heute noch genutzte Bauwerk
Nachdem gegen Ende des 18. Jahrhunderts die Juden sowohl als Bürger als auch als Religionsgemeinschaft die Gleichberechtigung erhalten hatten, wurden im Elsass zahlreiche neue und repräsentative Synagogen errichtet. Auch die Gemeinde in Hagenau ist ein Beispiel für diese Zeiterscheinung: 1820 gab man den Platz in der Rue de Sel endgültig auf und erbaute in der jetzigen Rue du Grand Rabbin Joseph Bloch 3 die neue Synagoge im Stil des Klassizismus nach den Plänen des Steinmetz Léopold. Die Synagoge wurde hauptsächlich aus Sandsteinquadern erbaut und besaß Korbbogengewölbe. Sie war mit Skulpturen, Pilastern und Glasmalereien geschmückt.
1869 entbrannte ein Streit in der Gemeinde, weil das Harmonium, das in der Synagoge zum Lecha Dodi gespielt wurde, durch eine Orgel ersetzt werden sollte, was konservative Gemeindemitglieder ablehnten. Erst 1876 meldete die Zeitschrift Der Israelit: „Wir vernehmen mit großem Vergnügen, dass der Friede innerhalb der jüdischen Gemeinde zu Hagenau wieder hergestellt ist.“
Dieser Bau wurde im Zweiten Weltkrieg von den Nationalsozialisten geplündert und bei der Befreiung Frankreichs durch Bombardement beschädigt. Nach dem Krieg wurde die Synagoge jedoch wieder restauriert und am 22. März 1959 wiedereröffnet. Die Synagoge von Hagenau gehört heute zu den größten und ältesten erhaltenen Synagogen im Elsass. Seit 1984 ist sie denkmalgeschützt. Sie gilt als barrierefrei zugänglich.

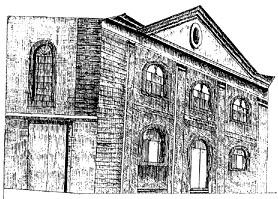
Zeichnung von Elie Scheid aus dem 19. Jahrhundert
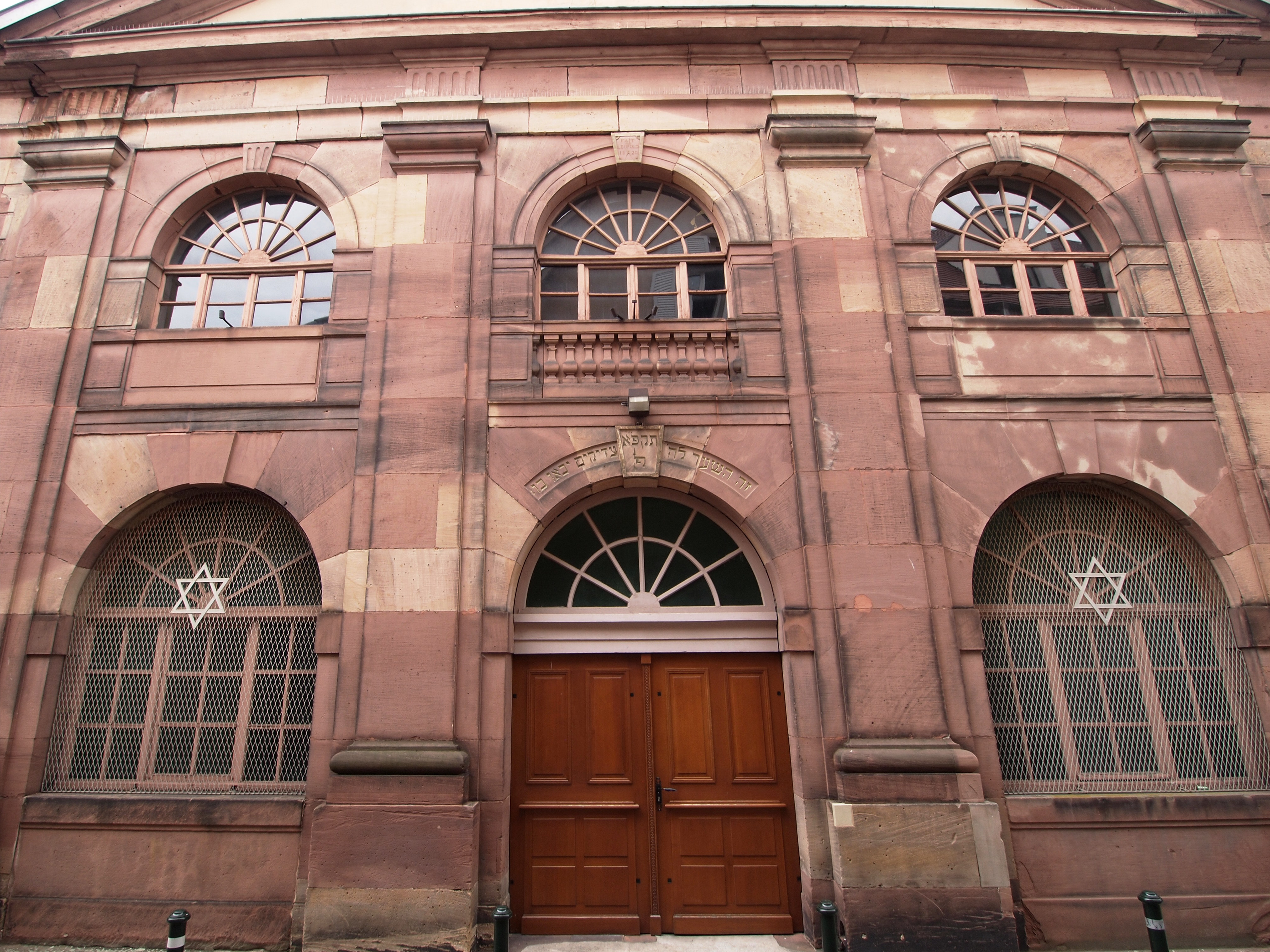
Eingangsfront
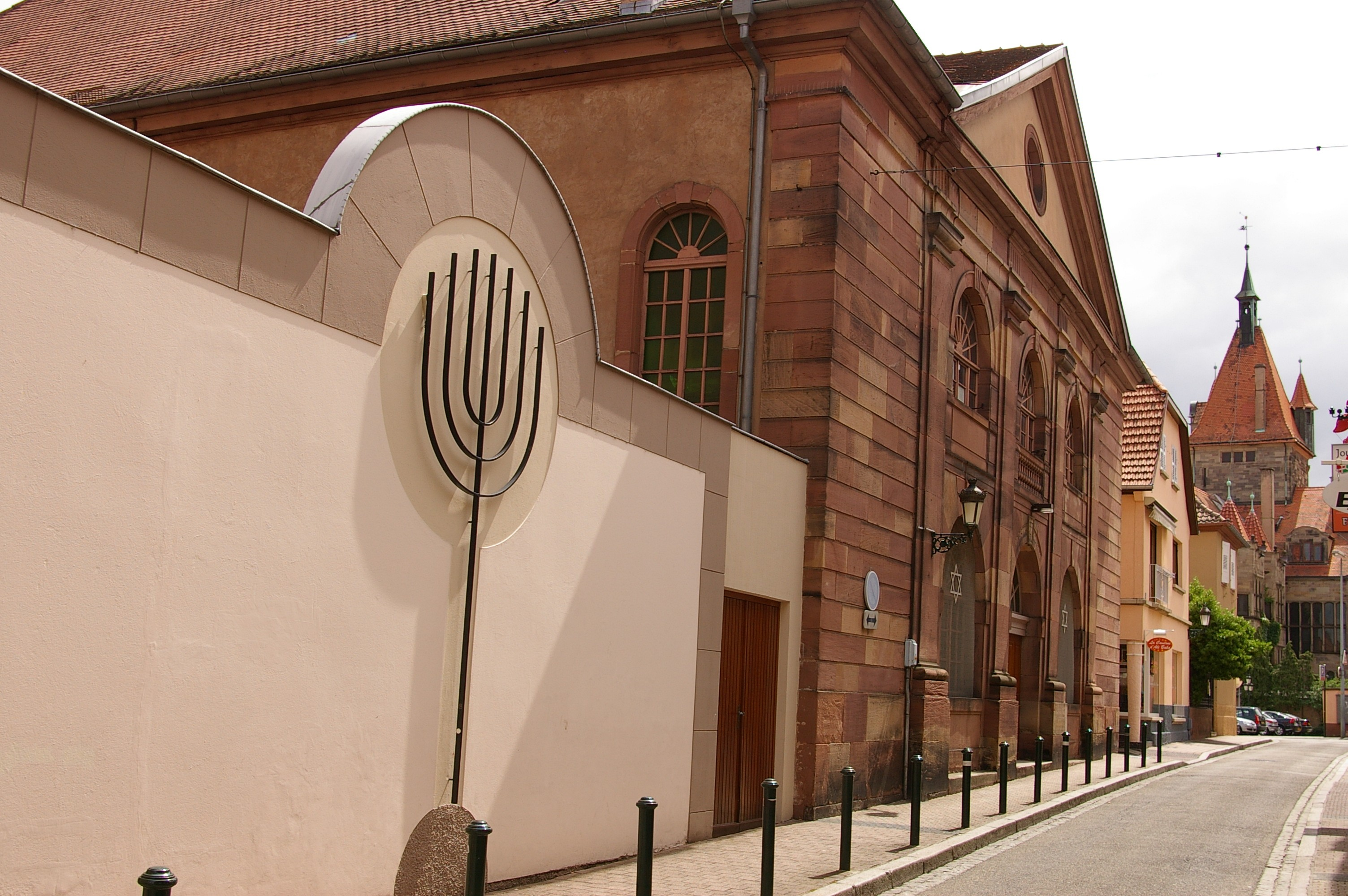
Im Jahr 2007, mit neuer Mauer
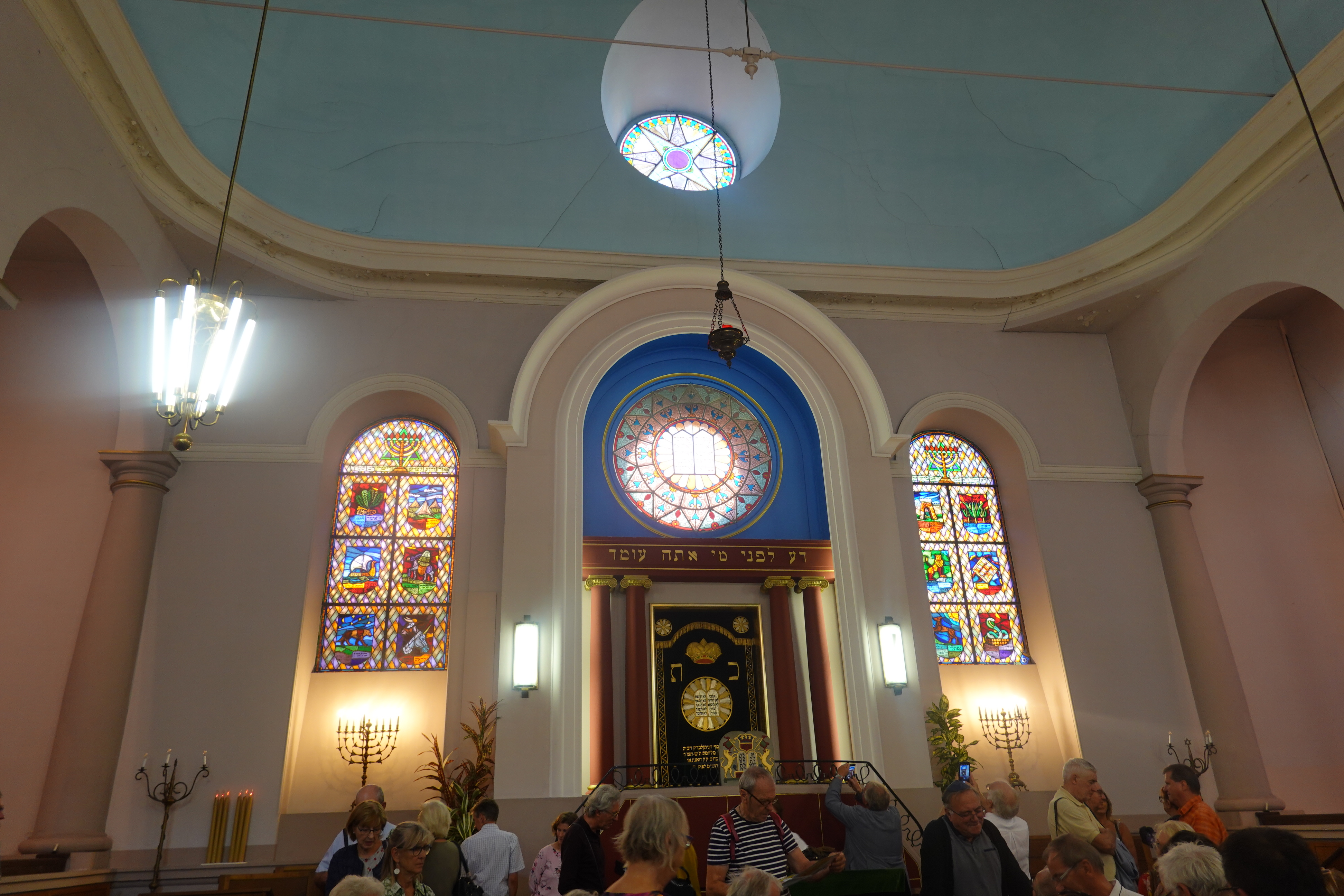
Innenraum